# Dasythemis venosa
Dasythemis venosa – gatunek ważki z rodziny ważkowatych (Libellulidae). Występuje na terenie Ameryki Południowej.